# Гидриды металлов и интерметаллидов
Гидриды металлов и интерметаллидов — их соединения с водородом.

## Системы водород — металл
Системы «водород — металл» часто являются прототипами при изучении ряда фундаментальных физических свойств. Предельная простота электронных свойств и малая массы атомов водорода позволяют анализировать явления на микроскопическом уровне. Рассматриваются следующие задачи:
- Перестройка электронной плотности вблизи протона в сплаве с малыми концентрациями водорода, включая сильное электрон-ионное взаимодействие
- Определение косвенного взаимодействия в металлической матрице через возмущение «электронной жидкости» и деформацию кристаллической решётки.
- При больших концентрациях водорода возникает проблема формирования металлического состояния в сплавах с нестехиометрическим составом.

В последнее время всё больше внимания к водороду как к источнику дешевой энергии. С решением проблемы хранения и транспортировки водорода, водородная энергетика в скором будущем, возможно, выйдет на лидирующие позиции. Водород хорошо растворим во многих металлах, лучше всего в палладии Pd (в одном объёме Pd растворяется 850 объёмов водорода). С учётом отношения плотностей газообразного водорода и металлического палладия на единицу массы палладия приходится менее 0.006 единиц массы водорода, что в два с половиной раза проигрывает методу хранения водорода в стальных баллонах. Это свойство позволяет с ограничениями рассматривать систему «водород — металл» в области техники хранения и транспортировки водорода. Водород можно хранить и транспортировать в виде твёрдых гидридов металлов и интерметаллических соединениях, способных поглощать и отдавать при нагревании несколько сотен объёмов водорода на единицу своего объёма.

### Сплавы водород — металл
Водород, локализованный в междоузлиях металлической матрицы, слабо искажает кристаллическую решётку. С точки зрения статистической физики реализуется модель взаимодействующего «решёточного газа». Особый интерес представляет исследование термодинамических и кинетических свойств вблизи точек фазового перехода. При низких температурах образуется квантовая подсистема с большой энергией нулевых колебаний и с большой амплитудой смещения. Это позволяет изучать квантовые эффекты при фазовых превращениях.
Большая подвижность атомов водорода в металле делает возможным изучение процессов диффузии. Другим направлением исследований являются физика и физхимия поверхностных явлений взаимодействия водорода с металлами: распад молекулы водорода и адсорбция на поверхности атомарного водорода. Особый интерес представляет случай, когда начальное состояние водорода является атомарным, а конечное — молекулярным. Это важно при создании метастабильных металл-водородных систем.

## Применение систем водород — металл

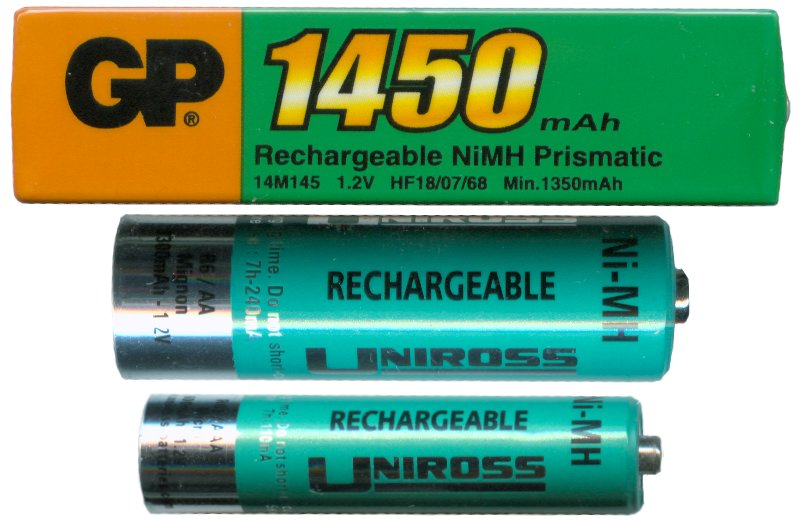
Типичные никель-металлогидридные аккумуляторы.

- Очистка водорода и водородные фильтры
- Порошковая металлургия
- Использование металлогидридов в ядерных реакторах в качестве замедлителей, отражателей и т. д.
- Разделение изотопов
- Термоядерные реакторы — извлечение трития из лития
- Устройства для диссоциации воды
- Электроды для топливных элементов и батарей
- Аккумуляция водорода для автомобильных двигателей на базе металлогидридов
- Тепловые насосы на базе металлогидридов, включая кондиционеры для автотранспорта и жилища
- Преобразователи энергии для тепловых электростанций
- Хранение и транспортировка водорода

## Интерметаллические металлогидриды
Гидриды интерметаллических соединений нашли широкое применение в промышленности. Значительная часть перезаряжаемых батарей и аккумуляторов (обозначаются NiMH), например, для сотовых телефонов, переносных компьютеров (ноутбуков), фото- и видеокамер содержала электрод из металлогидрида. Такие аккумуляторы являются экологически чистыми, так как не содержат кадмия.